# Heiliges Grab (Iffeldorf)

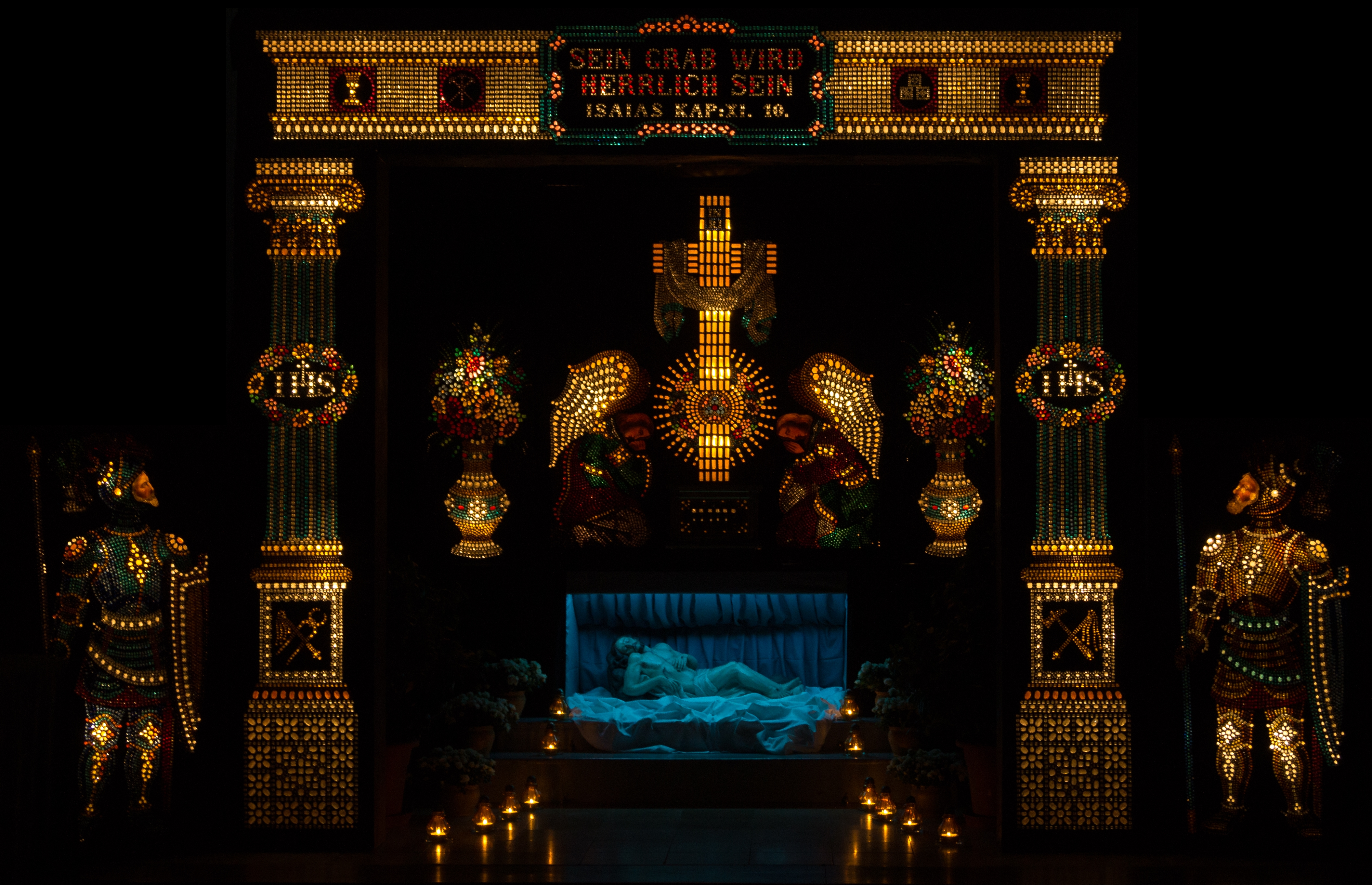
Das Iffeldorfer Heilige Grab

Das Heilige Grab von Iffeldorf ist ein 1894/95 im frühen Jugendstil gefertigtes Heiliges Grab, das alljährlich in der Karwoche in der Pfarrkirche St. Vitus in Iffeldorf aufgebaut wird.

## Geschichte
Das Heilige Grab wurde zwischen 1894 und 1895 von der Firma Zbitek aus Neustift im Sudetenland gefertigt und 1895 von der Pfarrgemeinde Iffeldorf für 1000 Goldmark erworben. Davon berichtet die Kopie eines Zeugnisses mit folgendem Wortlaut:
„Zeugniss.
Das hlg. Grab aus Glasmosaik, welches Herr Emil Zbitek in Neustift bei Olmütz für die hiesige Pfarrkirche geliefert hat, ruft nicht nur beim gewöhnlichen Volke, sondern auch bei Kunstkennern den Eindruck eines vollendeten Kunstwerkes hervor und die ganze Pfarrgemeinde preist sich glücklich, dass sie durch die Hochherzigkeit einiger Wohlthäter in den Besitz eines solchen hlg. Grabes gekommen ist, dessen Anblick selbst Männern Thränen der Freude und Rührung entlockte, das zur Andacht stimmt wie nicht leicht eine andere Art von hlg. Gräbern.
Dasselbe ist überraschend leicht aufzustellen und abzutragen und ebenso bequem zum Aufbewahren.
Die Beleuchtung durch Petroleumlampen ist prachtvoll und machte sich in unserer nicht grossen Kirche durchaus kein unangenehmer Geruch bemerkbar. Der Preis erschien den Meisten so niedrig, dass sie gar nicht begreifen konnten, wie man für so wenig Geld ein so herrliches Kunstwerk liefern könne.
Herr Zbitek kann somit jedem Seelsorger, der für die Charwoche sich und seiner Pfarrgemeinde eine Freude machen will, bestens empfohlen werden.
Iffeldorf, an Ostern 1895.
Die Kirchenverwaltung:
| Carl Jochner m. p., Cassier. | Eulogius Nennig m. p., Pfarrer. |
| Anton Waldherr m. p.         | Josef Daumer m. p.“[2]          |
Bei dieser Nachbildung des Grabes Christi handelt es sich nicht um ein Einzelkunstwerk, sondern um Katalogware. Die Firma verschickte Kirchen- und Liturgiebedarf, der Auftraggeber konnte geringe Änderungen vornehmen lassen. Die Manufaktur für transparente Glasmosaiken war 1846 von Eduard Zbitek gegründet worden. 1885 hatte Sohn Emil ihn in der Firmenleitung abgelöst. Produkte der Firma Zbitek erfreuten sich über die Lande der Österreichischen Monarchie hinaus großer Beliebtheit. Von den bis zur Betriebsschließung 1922 in dieser Art hergestellten ca. 900 bis 1000 Gräbern bestehen heute nur noch wenige; mindestens acht davon werden noch aufgebaut, vier davon in Bayern (Darshofen, Rommelsried, Zusamzell, Iffeldorf).
Bis in die frühen 1970er-Jahre wurde der Heilig-Grab-Altar regelmäßig zur Karfreitags-Liturgie in der Pfarrkirche aufgebaut. Nach dem Zweiten Vatikanischen Konzil wurden viele liturgische Bräuche allmählich aufgegeben und gerieten in Vergessenheit, so auch das Heilige Grab von Iffeldorf. Man brachte es auf dem Dachboden des Pfarr- und Jugendheimes unter, wo man es 2005, als das Gebäude abgerissen wurde, wiederentdeckte. Es wurde daraufhin fachmännisch restauriert und eine elektrische Beleuchtung eingebaut. Seit 2008 wird es wieder jedes Jahr aufgestellt, mit Ausnahme der Jahre 2020 und 2021 (COVID-19-Pandemie).

## Beschreibung

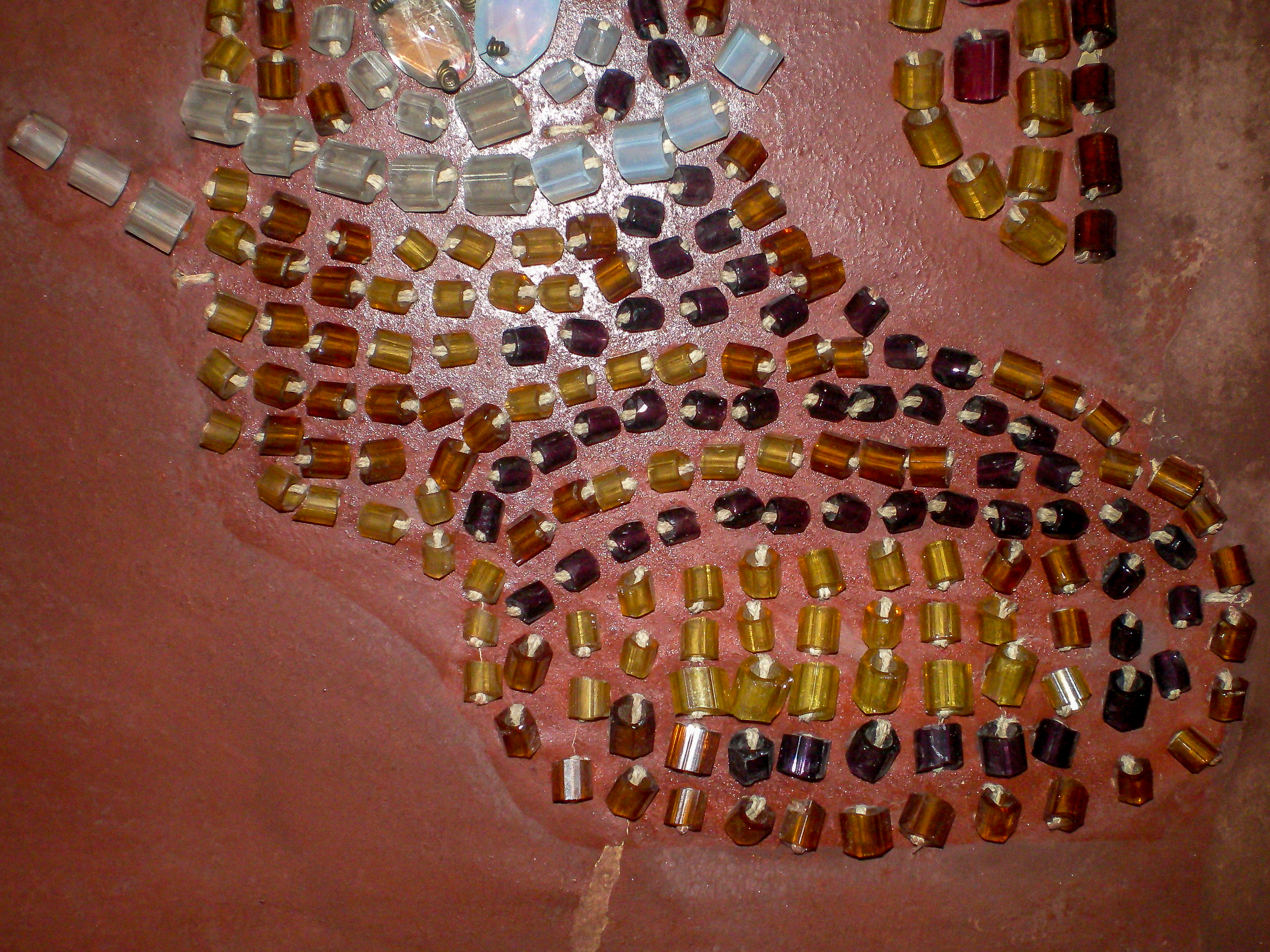
Detailaufnahme eines Wächterfußes

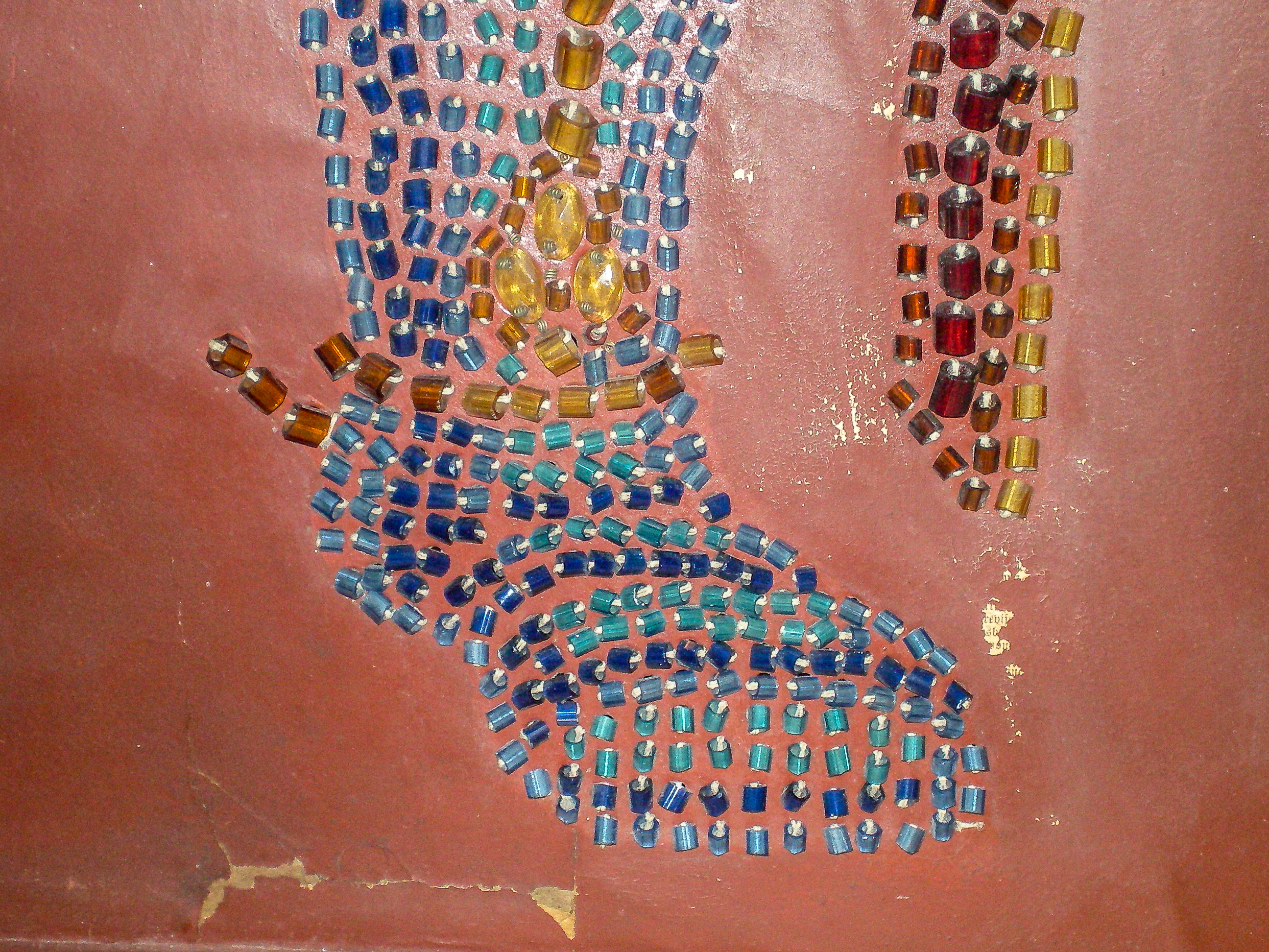
Detailaufnahme eines Wächterfußes

Die zweigeschossige historistische im Übergang zum Jugendstil gehaltene Anlage wurde ursprünglich durch 30 Petroleumlampen beleuchtet. Diese befanden sich hinter etwa drei Millimeter starken Kartons, die auf Holzrahmen aufgezogen sind. In diese Kartons sind Öffnungen eingestanzt, in die bunte, handgeschliffene Glassteine eingesetzt und mit dünnen Drähten oder Fäden befestigt sind. Zur besseren Wirkung und zur Erinnerung an die Finsternis bei der Kreuzigung Jesu (Mk 15,33 ) sind, solange das Heilige Grab aufgebaut ist, die Kirchenfenster mit schwarzen Vorhängen verdunkelt.
Über der Höhle mit einer Darstellung des Leichnams Jesu befindet sich das verklärte Kreuz. Über diesem hängt das Tuch der Kreuzabnahme. Die Sonne, die aus dem Kreuz strahlt, ist ein Hinweis auf Hoffnung, die die Auferstehung Jesu Christi schenkt. Das Kästchen unterhalb des Kreuzes ist eine Darstellung der Bundeslade aus dem Jerusalemer Tempel, auf die יהוה (Jahwe) geschrieben ist. Jahwe war nach jüdischem Glauben unsichtbar auf dieser Truhe gegenwärtig, weshalb rechts und links jeweils ein Engel kniet. Der Bundeslade als Verbildlichung des Alten Bundes steht mit dem Leichnam Jesu das Symbol des Neuen Bundes gegenüber.
Um das Grab befindet sich ein Portikus, bestehend aus zwei ionischen Säulen und einem Querbalken. An den beiden Säulen stehen in Blumenornamentik eingefasst jeweils die drei ersten Buchstaben IHS des griechischen Jesusnamens. Im Querbalken befindet sich zentral die Inschrift SEIN GRAB WIRD HERRLICH SEIN ISAIAS KAP:XI. 10. . Im Portikus befinden sich zudem Symbole der Passion: Der Kelch des Abendmahles und ein zweiter Kelch, der die Todesangst Jesu auf dem Ölberg symbolisieren könnte, als Jesus betete „Mein Vater, wenn es möglich ist, gehe dieser Kelch an mir vorüber.“ (Mt 26,39 ). Ferner sind die Leidenswerkzeuge Hammer, Nägel, Zange, Geißeln und die Würfel, mit welchen die Soldaten um das Gewand Jesu würfelten (Joh 16,23–24 ) zu sehen.
Das Heilige Grab besteht aus über 27.000 Glasmosaiksteinen, von denen ca. 9.000 Stück die Wächter, ungefähr 8.000 den Portikus und 10.000 den inneren Bereich bilden. Der innere Bereich besteht aus den Blumenvasen mit 4.000, den Engeln mit ebenfalls 4.000 sowie dem Kreuz samt Tuch und Strahlen aus etwa 2.000 Glassteinen. Die Bundeslade ist mit etwa 370 Steinen besetzt.

## Liturgische Verwendung
Ursprünglich erfolgte der Aufbau des Heiligen Grabes nach der Gründonnerstagsliturgie, woraufhin der eucharistische Leib Christi in das Heilige Grab übertragen und damit symbolisch begraben wurde. Am Karfreitag hielt man die Betstunden und die Karfreitagsliturgie mit der Kreuzverehrung vor dem Heiligen Grab ab. Am Karsamstag wurde nach weiteren Betstunden die Feier der Auferstehung Jesu Christi gefeiert. Dabei kippte ein Gemälde des Leichnams im Grab nach hinten um oder ein Tuch wurde vor die Grabgrotte gezogen und es erschien oben mittels einer Zugvorrichtung eine Figur des Auferstandenen.
Heute wird das Heilige Grab bereits am Nachmittag des Palmsonntags aufgebaut und bleibt bis zum Nachmittag des Karsamstags stehen. Die Eröffnung erfolgt durch ein Konzert eines örtlichen Vokalensembles.